# Sistema de clasificación APG II
Para el sistema de clasificación más actualizado ver Sistema de clasificación APG III
El Sistema de clasificación APG II es un sistema para la clasificación de angiospermas según criterios filogenéticos, publicado en 2003 por un vasto grupo de investigadores que se autodenominó en conjunto «APG II» (del inglés Angiosperm Phylogeny Group, Grupo para la Filogenia de las Angiospermas). Es sucesor del Sistema de clasificación APG de 1998, y fue sucedido por el Sistema de clasificación APG III de 2009.
Este sistema de clasificación de plantas es marcadamente diferente de los anteriores tradicionales, basados en criterios morfológicos. El sistema está en pleno desarrollo y evolución, siendo revisado constantemente, pues muchos nodos de la filogenia son de conocimiento muy reciente (por ejemplo, que Amborella es la angiosperma basal) y otros no tienen un posicionamiento cladístico concreto. 
Este sistema solo abarca categorías taxonómicas desde las especies hasta los órdenes, y no categoriza los taxones por encima del orden. Siguiendo esta línea, a los grupos de categoría superior a orden se los llama con nombres «informales» (no sujetos al Código Internacional de Nomenclatura Botánica), por lo que es más apropiado llamarlos «clados» en lugar de «taxones». 

## Reseña
El sistema APG II es la siguiente versión del Sistema APG de 1998, actualización motivada por los avances obtenidos en 5 años en el conocimiento sobre la filogenia de las angiospermas. Esto generó varios cambios en la circunscripción familiar y en la clasificación, así como la adición de unos pocos órdenes nuevos. 
En general, el APG II adoptó un acercamiento conservador y fueron propuestos cambios en el Sistema APG solamente cuando hubo nueva evidencia sustancial que apoyara una revisión de aquella clasificación. Así:
- Se reconocieron cinco órdenes adicionales: Austrobaileyales, Canellales, Celastrales, Crossosomatales y Gunnerales. Estos representan grupos monofiléticos bien sustentados de familias no clasificadas en órdenes en APG.

- La circunscripción de los órdenes del APG solo se cambió para adicionar un número de familias no clasificadas en un orden del APG, o se incrementó para incluir grupos hermanos (cuando los análisis lo demostraron posible frente a familias previamente no posicionadas, que bien podían ser anidadas en un orden del APG, o bien sustentadas como grupos hermanos de un orden del APG).

- Ningún orden del APG fue fusionado o fraccionado, y ninguna familia fue transferida de un orden a otro. Excepto Oncothecaceae, movida desde Garryales hasta euastéridas I sin orden asignado.

- Si bien APG II muestra un mejor conocimiento de las interrelaciones entre los órdenes y algunas de las familias no clasificadas, todavía son inciertas las relaciones entre los órdenes mayores de monocotiledóneas y eudicotiledóneas nucleares, y parte de los órdenes de rósidas y astéridas.

- En la categoría de familia, algunas fueron «sinonimializadas» o recircunscriptas (especialmente familias de Asparagales, Malpighiales y Lamiales) para preservar la monofilia y evitar redundacias taxonómicas y solo cuando fue necesario. Pocas familias fueron restablecidas desde la sinonimia para convertirlas en monofiléticas cuando fue posible, según los conocimientos disponibles sobre las relaciones entre géneros. En algunos casos, se listan las familias entre corchetes, indicando la posibilidad de alternar las circunscripciones.

Con los cambios introducidos con el APG II, el número de órdenes se ha incrementado de 40 a 45, y el número de familias se ha reducido de 462 a 457. De las 457 familias, 55 están listadas entre corchetes.
Entre 1998 y 2003, se han publicado 5 sistemas para las angiospermas:
- Sistemas de Judd y colaboradores (1999 y 2002) y de Stevens (2001) que siguen más o menos el sistema presentado en APG.
- Sistema de Thorne (2001) que se aproxima al del APG.
- Sistemas de Doweld (2001) y de Wu y colaboradores (2002) que básicamente siguen aquel propuesto por Takhtajan (1997).

Posteriormente a 2003, Stevens en el Angiosperm Phylogeny Website continuó actualizando su sistema de clasificación a medida que aparecían nuevas publicaciones, por lo que se considera más actualizado que el APG II, pero más inestable (véase APW).

## Árbol filogenético
A pesar de ciertas «irregularidades» en la clasificación, el sistema representa un amplio consenso de los más respetables botánicos sistemáticos de la comunidad científica. El árbol filogenético aún no está terminado y hay cambios prácticamente con cada publicación científica, muchos de los nodos de esta clasificación ya han cambiado. La publicación completa en formato .pdf se enlaza en las referencias. Una clasificación actualizada se puede ver en Angiosperm Phylogeny Website.
Los nodos basales son los mejor consensuados hasta la fecha, a saber:
|  |

Un árbol consensuado y más actualizado hasta la categoría de orden, se puede ver en este enlace del APW. 

## Filogenia y clados
Principales clados en el sistema (sin categoría taxonómica ni nombre científico):
- angiospermas :
magnólidas
monocotiledóneas
commelínidas
eudicotiledóneas
eudicotiledóneas nucleares
rósidas
eurrósidas I
eurrósidas II
astéridas
euastéridas I
euastéridas II

Cladograma APG II
- cladograma que muestra las interrelaciones de los órdenes y de algunas familias sustentadas por porcentajes jackknife o bootstrap superiores al 50% en:

1. un análisis a gran escala de las secuencias de: 18S ADNr, rbcL y atpB desde una gran muestra de angiospermas.[1]
2. un análisis de varios genes de angiospermas filogenéticamente basales.[2]
3. un análisis de secuencias de rbcL con una amplia muestra de eudicotiledóneas.[3]

Con más detalle (pero excluyendo una docena de géneros sin ubicación), comenzando cada listado con algunas familias u órdenes no ubicados en determinados clados: 
- clado angiospermas
familia Amborellaceae
familia Chloranthaceae
familia Nymphaeaceae [+ familia Cabombaceae]
orden Austrobaileyales
clado magnólidas
orden Canellales
orden Laurales
orden Magnoliales
orden Piperales
clado monocotiledóneas
familia Petrosaviaceae
orden Acorales
orden Alismatales
orden Asparagales
orden Dioscoreales
orden Liliales
orden Pandanales
clado commelínidas
familia Dasypogonaceae
orden Arecales
orden Commelinales
orden Poales
orden Zingiberales
orden Ceratophyllales
clado eudicotiledóneas
familia Buxaceae [+ familia Didymelaceae]
familia Sabiaceae
familia Trochodendraceae [+ familia Tetracentraceae]
orden Proteales
orden Ranunculales
clado eudicotiledóneas nucleares
familia Aextoxicaceae
familia Berberidopsidaceae
familia Dilleniaceae
orden Gunnerales
orden Caryophyllales
orden Santalales
orden Saxifragales
clado rósidas
familia Aphloiaceae
familia Geissolomataceae
familia Ixerbaceae
familia Picramniaceae
familia Strasburgeriaceae
familia Vitaceae
orden Crossosomatales
orden Geraniales
orden Myrtales
clado eurrósidas I
familia Zygophyllaceae [+ familia Krameriaceae]
familia Huaceae
orden Celastrales
orden Cucurbitales
orden Fabales
orden Fagales
orden Malpighiales
orden Oxalidales
orden Rosales
clado eurrósidas II
familia Tapisciaceae
orden Brassicales
orden Malvales
orden Sapindales
clado astéridas
orden Cornales
orden Ericales
clado euastéridas I
familia Boraginaceae
familia Icacinaceae
familia Oncothecaceae
familia Vahliaceae
orden Garryales
orden Gentianales
orden Lamiales
orden Solanales
clado euastéridas II
familia Bruniaceae
familia Columelliaceae [+ familia Desfontainiaceae]
familia Eremosynaceae
familia Escalloniaceae
familia Paracryphiaceae
familia Polyosmaceae
familia Sphenostemonaceae
familia Tribelaceae
orden Apiales
orden Aquifoliales
orden Asterales
orden Dipsacales

Nota: "+ ..." = Familia segregante opcional, que puede separase de la familia precedente.